# ایر تراست
ایر تراست (به انگلیسی: Air Trust) یک شرکت هواپیمایی است که در تاریخ ۲۰۰۹ میلادی تأسیس شده است.
دفتر مرکزی ایر تراست در شهر آلماتی کشور قزاقستان واقع شده‌است و قطب این شرکت هواپیمایی در فرودگاه بین‌المللی آلماآتی قرار دارد.